# Campionati del mondo di atletica leggera indoor 2025 - 400 metri piani maschili
La gara dei 400 metri piani maschili dei campionati del mondo di atletica leggera indoor 2025 si è svolta tra il 21 e il 22 marzo 2025 a Nanchino.

## Podio
| Pos.    | Atleta             | Nazionalità | Tempo |
| ------- | ------------------ | ----------- | ----- |
| Oro     | Christopher Bailey | Stati Uniti | 45"08 |
| Argento | Brian Faust        | Stati Uniti | 45"47 |
| Bronzo  | Jacory Patterson   | Stati Uniti | 45"54 |

## Situazione pre-gara

### Record
Prima di questa competizione, il record del mondo indoor e il record dei campionati erano i seguenti.
| Record                | Prestazione | Atleta                              | Data e luogo                               | Competizione                     |
| --------------------- | ----------- | ----------------------------------- | ------------------------------------------ | -------------------------------- |
| Record mondiale       | 44"49       | Christopher Morales Williams Canada | 24 febbraio 2024 Fayetteville, Stati Uniti |                                  |
| Record dei campionati | 45"00       | Jereem Richards Trinidad e Tobago   | 3 marzo 2022 Belgrado, Serbia              | Campionati del mondo indoor 2022 |

## Qualificazioni
Per i 400 metri piani maschili il periodo di qualifica andava dal 1º settembre 2024 al 9 marzo 2025. Gli atleti potevano ottenere la qualificazione rientrando nello standard di 45"20, con una wildcard o in base al loro piazzamento nel World Athletics Rankings.

## Risultati

### Batterie di qualificazione
Le batterie di qualificazione si sono tenute il 21 marzo a partire dalle ore 10:23.
Passano alle semifinali i primi due atleti di ogni batteria (Q) e i successivi due atleti più veloci (q).

#### Batteria 1
| Pos | Atleta           | Nazionalità | Tempo | Note |
| --- | ---------------- | ----------- | ----- | ---- |
| 1   | Brian Faust      | Stati Uniti | 46"20 | Q    |
| 2   | Boško Kijanović  | Serbia      | 46"62 | Q    |
| 3   | Rusheen McDonald | Giamaica    | 46"72 | q    |
| 4   | Matěj Krsek      | Rep. Ceca   | 46"76 |      |
| 5   | Jimmy Soudril    | Francia     | 47"28 |      |
| 6   | Manuel Guijarro  | Spagna      | 47"47 |      |

#### Batteria 2
| Pos | Atleta               | Nazionalità | Tempo | Note                          |
| --- | -------------------- | ----------- | ----- | ----------------------------- |
| 1   | Christopher Bailey   | Stati Uniti | 45"70 | Q                             |
| 2   | Patrik Simon Enyingi | Ungheria    | 46"23 | Q                             |
| 3   | Cooper Sherman       | Australia   | 46"52 | q                             |
| 4   | Ryo Yoshikawa        | Giappone    | 47"15 |                               |
| 5   | Patrik Dömötör       | Slovacchia  | 47"47 | Miglior prestazione personale |

#### Batteria 3
| Pos | Atleta                   | Nazionalità | Tempo | Note                          |
| --- | ------------------------ | ----------- | ----- | ----------------------------- |
| 1   | Attila Molnár            | Ungheria    | 46"35 | Q                             |
| 2   | Fuga Sato                | Giappone    | 46"60 | Q                             |
| 3   | Wendell Miller           | Bahamas     | 47"33 | Miglior prestazione personale |
| 4   | Jadson Erick Soares Lima | Brasile     | 47"74 | Miglior prestazione personale |
| 5   | Iñigo Pérez              | Honduras    | 49"18 |                               |
| 6   | Mohammad Jahir Rayhan    | Bangladesh  | 49"84 | Miglior prestazione personale |

#### Batteria 4
| Pos | Atleta            | Nazionalità | Tempo | Note |
| --- | ----------------- | ----------- | ----- | ---- |
| 1   | Matheus Lima      | Brasile     | 45"79 | Q    |
| 2   | Lionel Spitz      | Svizzera    | 46"79 | Q    |
| 3   | Matej Baluch      | Slovacchia  | 48"14 |      |
| 4   | Rasheeme Griffith | Barbados    | 48"73 |      |
| 5   | Alixier Wumaier   | Cina        | 49"63 |      |
| -   | Markel Fernández  | Spagna      | dns   |      |

#### Batteria 5
| Pos | Atleta                       | Nazionalità             | Tempo | Note |
| --- | ---------------------------- | ----------------------- | ----- | ---- |
| 1   | Christopher Morales Williams | Canada                  | 45"85 | Q    |
| 2   | Jacory Patterson             | Stati Uniti             | 45"94 | Q    |
| 3   | Michal Desenský              | Rep. Ceca               | 47"84 |      |
| 4   | Ruslan Litovsky              | Kirghizistan            | 50"10 |      |
| -   | Malique Smith                | Isole Vergini Americane | dns   |      |
| -   | Kalinga Kumarage             | Sri Lanka               | dns   |      |

### Semifinali
Le semifinali si sono tenute il 21 marzo a partire dalle ore 20:47.
Passano alla finale i primi tre atleti di ogni batteria (Q).

#### Semifinale 1
| Pos | Atleta                       | Nazionalità | Tempo | Note |
| --- | ---------------------------- | ----------- | ----- | ---- |
| 1   | Christopher Bailey           | Stati Uniti | 45"91 | Q    |
| 2   | Attila Molnár                | Ungheria    | 46"32 | Q    |
| 3   | Christopher Morales Williams | Canada      | 46"62 | Q    |
| 4   | Boško Kijanović              | Serbia      | 47"20 |      |
| 5   | Rusheen McDonald             | Giamaica    | 47"22 |      |
| 6   | Fuga Sato                    | Giappone    | 48"31 |      |

#### Semifinale 2
| Pos | Atleta               | Nazionalità | Tempo | Note |
| --- | -------------------- | ----------- | ----- | ---- |
| 1   | Brian Faust          | Stati Uniti | 45"89 | Q    |
| 2   | Jacory Patterson     | Stati Uniti | 45"89 | Q    |
| 3   | Matheus Lima         | Brasile     | 46"22 | Q    |
| 4   | Cooper Sherman       | Australia   | 47"67 |      |
| 5   | Lionel Spitz         | Svizzera    | 47"72 |      |
| 6   | Patrik Simon Enyingi | Ungheria    | 47"93 |      |

### Finale
La finale si è corsa il 22 marzo alle 20:55.
| Pos     | Corsia | Atleta                       | Nazionalità | Tempo | Note                          |
| ------- | ------ | ---------------------------- | ----------- | ----- | ----------------------------- |
| Oro     | 6      | Christopher Bailey           | Stati Uniti | 45"08 |                               |
| Argento | 5      | Brian Faust                  | Stati Uniti | 45"47 | Miglior prestazione personale |
| Bronzo  | 3      | Jacory Patterson             | Stati Uniti | 45"54 |                               |
| 4       | 4      | Attila Molnár                | Ungheria    | 45"77 |                               |
| 5       | 2      | Christopher Morales Williams | Canada      | 46"71 |                               |
| 6       | 1      | Matheus Lima                 | Brasile     | 46"94 |                               |